# Quercus kabylica
Quercus kabylica är en bokväxtart som beskrevs av Louis Charles Trabut. Quercus kabylica ingår i släktet ekar, och familjen bokväxter.
Artens utbredningsområde är Algeriet. Inga underarter finns listade.